# Túnel Zapata
El túnel Zapata corresponde a un sistema de dos túneles paralelos de uso carretero que cruza el cordón del mismo nombre, el cual divide a las regiones de Valparaíso y Metropolitana (Chile). Ubicados en las comunas de Curacaví y Casablanca, forman parte de la Ruta 68, que une Valparaíso (y sus comunas que la rodean) con Santiago, siendo administrados por la concesionaria Rutas del Pacífico. Fueron inaugurados en 1958 y 2001.

## Túnel Zapata I
Su construcción se inició en 1953, siendo inaugurado el 20 de enero de 1955 y entregado oficialmente el 20 de febrero de 1958, tras 5 años, 5 meses y 20 días de trabajo. El cobro de peaje en dicho túnel se inició el 15 de febrero de 1964, señalándose que la recaudación de dichos fondos sería para la construcción del Túnel Lo Prado.

## Túnel Zapata II
Fue inaugurado el 26 de julio de 2001. Redujo el tiempo de viaje entre Santiago y Valparaíso de 2 horas a 1 hora y 10 minutos. Tuvo una inversión de 50 millones de dólares. El proyecto estuvo a cargo de las empresas ACS y Sacyr, las que construían paralelamente el Túnel Lo Prado II.